# Représailles après la mort de Karl Hotz

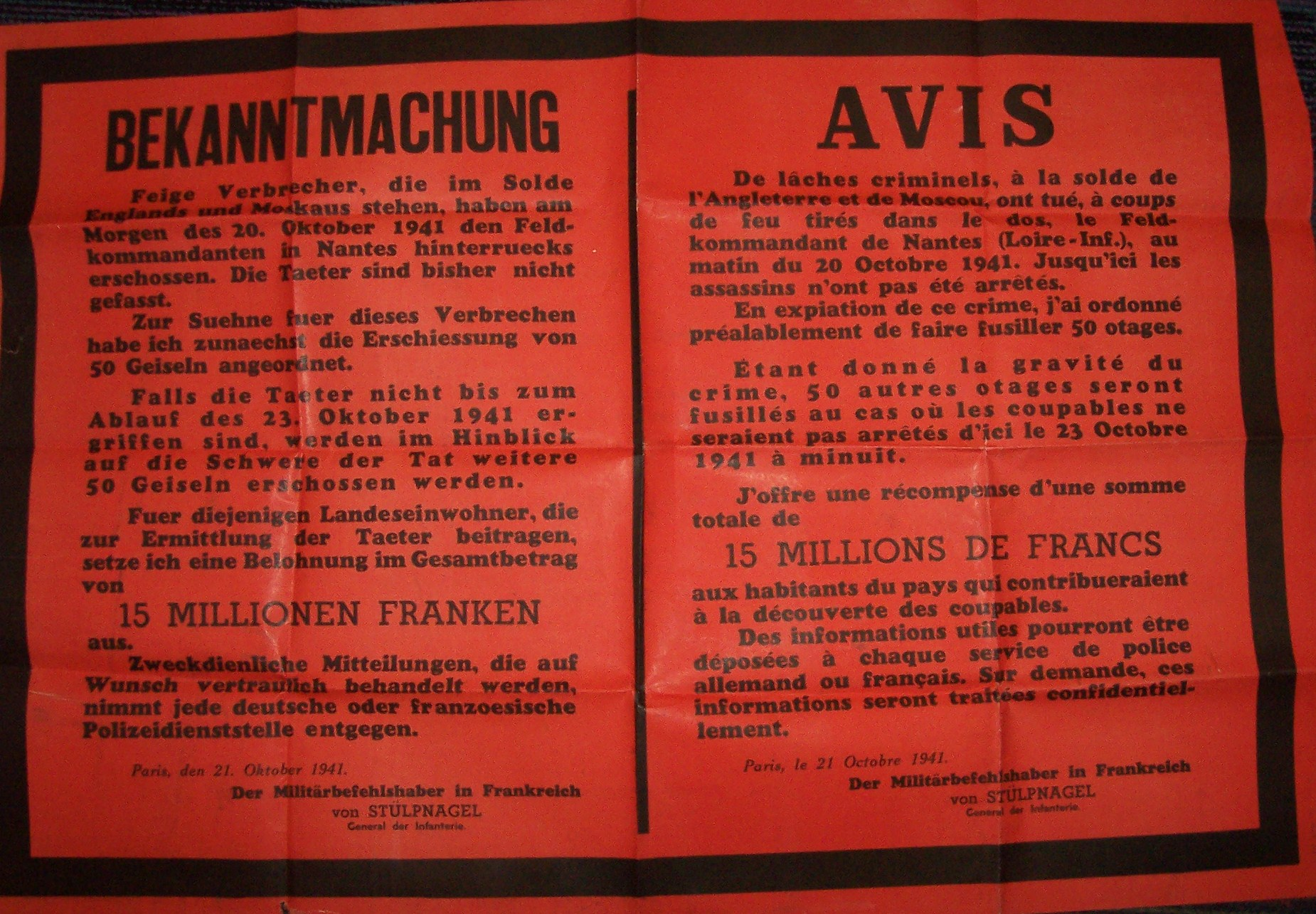
Avis du général von Stülpnagel, Paris, 21 octobre 1941.

Le 20 octobre 1941, le responsable des troupes d'occupation en Loire-Inférieure, le lieutenant-colonel Karl Hotz, est assassiné à Nantes par des résistants communistes. En représailles, les autorités allemandes d'occupation fusillent, le 22 octobre 1941, 48 prisonniers pris comme otages à Châteaubriant, Nantes et Paris.
Deux jours après, le 24 octobre 1941, 50 autres otages sont fusillés au Camp de Souge à Martignas-sur-Jalle, près de Bordeaux après l'exécution d'un autre officier, Hans Reimers.
Les otages exécutés sont principalement des militants de gauche (communistes, syndicalistes, socialistes, trotskistes) et d'autres résistants.

## L'attentat du 20 octobre 1941

### Karl Hotz
De 1929 à 1933, Karl Hotz a travaillé à Nantes comme ingénieur responsable du chantier de comblement de l'Erdre et du percement du tunnel Saint-Félix, dirigeant une équipe de travailleurs allemands mandatés par la société Brand, une entreprise de travaux publics de Düsseldorf, au titre des réparations de la Première Guerre mondiale. Karl Hotz est donc une personnalité connue à Nantes, au moins dans la haute société, lorsqu'en juin 1940, il est affecté dans cette ville comme Feldkommandant, c'est-à-dire responsable des troupes d'occupation du département de Loire-Inférieure. De juin 1940 à octobre 1941, il ne semble pas avoir suscité d'hostilité personnelle particulière au sein de la population.

### L'attentat
Le 20 octobre 1941, il est abattu rue du Roi-Albert, à Nantes, par un militant communiste, Gilbert Brustlein, membre d'un commando envoyé de Paris par l'OS (branche armée de la résistance communiste), dans lequel se trouvent aussi Spartaco Guisco, ancien officier des Brigades internationales et le très jeune Marcel Bourdarias.
Leur mission n'était pas d'abattre préférentiellement Karl Hotz, mais n'importe quel officier allemand, en fonction des circonstances. Les membres du commando se trouvent peu avant 8 heures place Saint-Pierre, devant la cathédrale de Nantes. Karl Hotz passe là à ce moment, sur le chemin de la Kommandantur (place Louis-XVI), accompagné de son aide de camp, le capitaine Sieger.
Tandis que l'arme de Spartaco Guisco, qui visait le capitaine Sieger, s'enraye au moment de tirer, Brustlein tire deux balles dans le dos de Karl Hotz. Les deux résistants réussissent à prendre la fuite, tandis que Sieger assiste à la mort rapide de Hotz.
Sur l'organisation et le déroulement de l'attentat : voir la page plus détaillée « Gilbert Brustlein ».

### Réaction des autorités allemandes

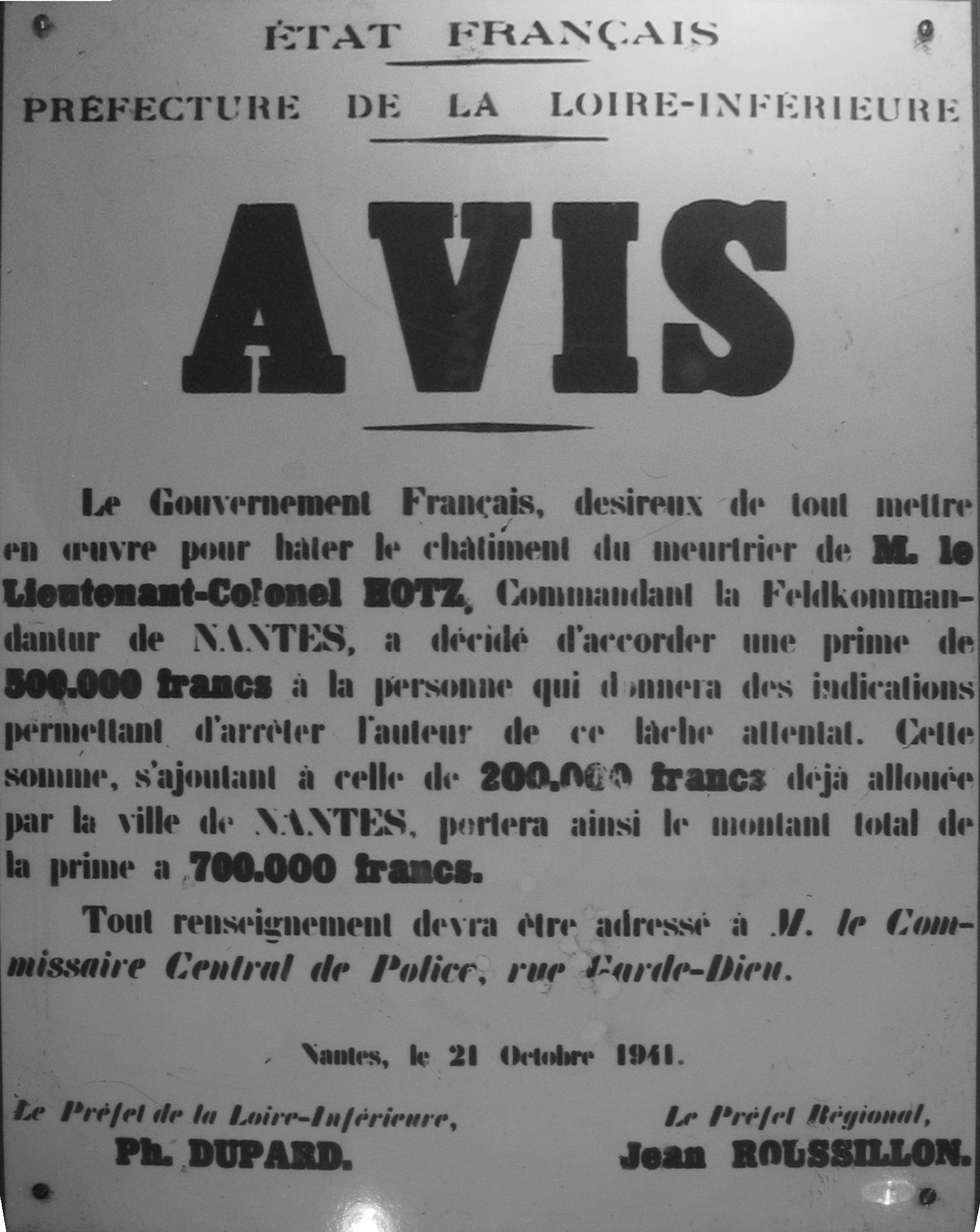
Avis de la préfecture de la Loire-Inférieure, Nantes, 21 octobre 1941.

La nouvelle de l'attentat est transmise à Hitler par von Stülpnagel ; Hitler envisage l'exécution immédiate de 100 à 150 otages, chiffre que von Stülpnagel ramène le 21 octobre à 100, divisés en deux groupes : 50 dans l'immédiat, puis 50 autres, si les coupables n'ont pas été pris le 23 octobre.
Le 22 octobre 1941, 48 personnes (au lieu de 50) sont exécutées à Châteaubriant, Nantes et Paris.
Entre-temps, le 21 octobre, un autre militant de l'OS, Pierre Rebière a abattu à Bordeaux le conseiller d'administration militaire Hans Reimers. Ce nouvel attentat entraîne l'exécution, le 24 octobre, de 50 otages au camp de Souge en Gironde.
Malgré cela, les 50 otages envisagés en deuxième instance à Nantes vont bénéficier d'un report, puis d'une suspension de l'ultimatum,.

## Constitution de la liste des otages

### La politique allemande des otages
À partir du 19 juin 1940, les autorités allemandes d'occupation garantissent, à Nantes comme ailleurs, la sécurité des troupes d'occupation en désignant à tour de rôle comme otages des notables — élus, présidents d'association, etc. — consignés pour quelques heures en un lieu de regroupement ou simplement à leur domicile. Après novembre 1941, cette pratique tombera en désuétude sans qu'aucun de ces otages ait été passé par les armes.
Mais la vague d'attentats initiée le 21 août 1941 par Fabien à la station de métro Barbès-Rochechouart à Paris, a amené les Allemands à modifier leur politique des otages en privilégiant, pour tout attentat, la piste « judéo-bolchévique », même en l'absence de toute revendication. Cette politique sera parfaitement formulée par l'ambassadeur allemand à Paris Otto Abetz en décembre 1941 :

« Même lorsqu'il est clairement prouvé que les auteurs d'attentats sont des Français, il est bon de ne pas mettre cette constatation en relief, mais de tenir compte de nos intérêts politiques et de prétendre qu'il s'agit exclusivement de Juifs et des agents à la solde des services de renseignements anglo-saxons et russes. »

Du 22 juin (début de l'invasion allemande de l'URSS) au 22 octobre 1941, quatre Allemands seulement ont été tués par la Résistance, mais de nombreux attentats matériels, même de faible impact, montrent qu'il ne s'agit pas d'actes isolés, mais bien d'une vague d'attentats organisés. Le commandant militaire de la Wehrmacht en France (Militärbefehlshaber in Frankreich, MBF), Otto von Stülpnagel réagit en premier lieu en demandant au gouvernement de Vichy d'exercer lui-même la répression. Aussi, le nouveau ministre de l'Intérieur Pierre Pucheu crée des tribunaux d'exception : les « Sections spéciales » qui envoient à la guillotine, après jugement sommaire, un certain nombre d'internés communistes ou apparentés.
Les Allemands prennent ensuite en charge eux-mêmes l'exécution d'otages : trois sont fusillés le 6 septembre, dix autres le 16 septembre. Cette répression apparait trop douce à Hitler qui trouve Stülpnagel trop mou et lui envoie la directive d'exécuter au moins cent otages pour chaque Allemand tué. Stülpnagel, arguant que les troupes allemandes ne sont pas menacées, ne se hâte pas d'engager cette politique de représailles massives. Il ne tient pas à se mettre à dos une population qui travaille pour le plus grand bénéfice de la puissance occupante. Il ne veut pas non plus mettre en porte-à-faux le gouvernement de Vichy qui, de son point de vue, collabore de façon satisfaisante. « Des exécutions massives ne sont pas encore justifiées par la situation. Elles pourraient entraîner la résistance de toute la population française, ce qui pour des raisons politiques, militaires et économiques, pourrait conduire à d'importantes difficultés [...] » écrit-il le 11 septembre au haut-commandement de l'armée de terre.
Malgré tout, Stülpnagel doit tenir compte de la politique dictée par Berlin : le 28 septembre, il publie, à destination des chefs de régions militaires un « code des otages » dans lequel il demande l'établissement de listes constituées en fonction des priorités suivantes, :
« a) les anciens élus des organisations communistes et anarchistes, ainsi que les permanents ;
« b) les personnes qui se sont adonnées à la diffusion de l'idéologie communiste par la parole ou par les actes, par exemple par la rédaction de tracts (intellectuels) ;
« c) les personnes qui ont montré par leur comportement qu'elles étaient particulièrement dangereuses (par exemple, agresseurs de membres de la Wehrmacht, saboteurs, receleurs d'armes) ;
« d) les personnes arrêtées pour distribution de tracts ;
« e) les personnes arrêtées récemment à la suite d'actes de terreur ou de sabotage en raison de leurs relations avec l'entourage des auteurs supposés desdits actes. »

### Le choix des otages de Loire-Inférieure en octobre 1941
En vertu de ces directives, le 20 octobre, après la mort du Feldkommandant Hotz, les autorités militaires de la région militaire B, dont le chef-lieu est Angers, sont invitées à constituer une liste de 200 noms dans laquelle sera faite une sélection de 100 otages à exécuter. Mais tous les noms récupérés par les différents services allemands mis à contribution ne suffisent pas. Des officiers dépêchés au camp de Choisel à Châteaubriant se font remettre le registre des internés, ce qui leur permet d'établir cette liste de 200 noms.
Les directives d'Hitler relatives à l'attentat de Nantes, sont communiquées à Stülpnagel par l'intermédiaire de Wilhelm Keitel et de Walter Warlimont, seront d'exécuter immédiatement de 100 à 150 otages. Stülpnagel applique la directive en publiant, le 21 octobre son AVIS - prévoyant l'exécution immédiate de 50 otages et l'exécution conditionnelle de 50 autres, au cas où les coupables n'auraient pas été arrêtés le 23 octobre.

#### La liste des 50 otages
Pierre Pucheu est chargé d'établir une première liste de 50 otages ; en fait, il va fournir une liste de 61 personnes (laissant aux Allemands le soin d'en retirer 11), des prisonniers communistes ou militants syndicalistes du camp de Châteaubriant. Il a tout fait pour que soient désignés des communistes plutôt que des « bons Français ».
Mais les Allemands amendent la structure de cette liste de façon qu'elle soit plus « représentative » et que l'ensemble de la population française se sente concernée : elle devra comprendre 30 communistes internés au camp de Châteaubriant et 20 résistants de Nantes. Pierre Pucheu établit une seconde liste de 36 otages de Châteaubriant (curieusement, cette liste de 36 comprend de nouveaux noms par rapport à celle de 61, notamment Guy Môquet et Claude Lalet), dont les Allemands retiendront finalement 27 noms, dont les deux jeunes gens. En ce qui concerne les résistants de Nantes - dont cinq seront pris dans la prison du fort de Romainville, - le mode d'établissement de la liste finale est moins bien connu.
Des 23 otages de Nantes, deux d'entre eux : l'avocat Fernand Ridel et un certain Dauguet, vont être finalement retirés de la liste sans être remplacés, grâce aux tensions qui existent entre l'armée (l'Abwehr) et les nazis (la Gestapo), de sorte qu'il n'y a eu « que » 48 fusillés le 22 octobre. En ce qui concerne Fernand Ridel, on sait qu'il a bénéficié de l'intervention de personnalités de la haute société nantaise, relations de Karl Hotz, notamment la marquise de Sesmaisons, qui ont signalé que Fernand Ridel était lui-même un ami de Hotz.

#### Suspension de l'ultimatum du 21 octobre
Entre-temps, le vice-président du Conseil François Darlan avait déclaré qu'il ferait tout pour découvrir les coupables. Pétain et ses ministres avaient demandé un acte de grâce au Führer. Stülpnagel avait également fait valoir aux yeux d'Hitler la parfaite loyauté de Jacques Benoist-Méchin, secrétaire d'État à la présidence du Conseil et de Pucheu.
Le 24 octobre, l'ultimatum est repoussé de 3 jours, et, le 27, il est repoussé sine die, avec l'accord de Hitler. En dehors de l'aspect politique et de la réaction hostile de la population, l'attitude du gouvernement de Vichy, sont intervenus des actions au niveau local : la dénonciation de suspects (qui se révèleront ultérieurement effectivement être des responsables : Gilbert Brustlein et Marcel Bourdarias) par une restauratrice de Nantes (voir la page « Gilbert Brustlein » pour les détails) ; une pétition lancée par le père d'un des fusillés du 22 octobre, M. Glou ; peut-être aussi une intervention du Kreiskommandant de Châteaubriant, Kristukat, qui, d'après le sous-préfet Bernard Lecornu, a été sidéré par le comportement héroïque des 27 fusillés de Châteaubriant. Tout cela permet aux autorités allemandes locales de justifier l'abandon de l'ultimatum.
Il y avait un caractère à double tranchant dans ces exécutions dont toutes les parties étaient conscientes. Elles avaient un effet de terreur sur la population, mais aussi renforçaient la haine contre l'occupant en montrant sa cruauté, malgré les efforts des Allemands et de Vichy pour souligner qu'ils se cantonnaient à tuer des Juifs et des communistes et non des « bons Français » au sens de Vichy. Cette politique conduisit donc à des dilemmes parmi la Résistance. Le Parti communiste menait en effet une campagne d'assassinats systématiques d'officiers allemands. Même au sein du Parti, ces actes étaient critiqués à cause des exécutions d'otages qu'ils provoquaient. Mais en contrepartie, ces représailles mobilisaient davantage la population contre l'occupant, amenant toujours plus de personnes à s'engager dans la Résistance.

### Présentation des otages sélectionnés

#### Les otages fusillés à Châteaubriant
Ce sont des responsables communistes victimes de la rafle d'octobre 1940, organisée sans doute sur ordre de Himmler, mais réalisée par la police française. Les militants arrêtés à ce moment-là se sont trouvés handicapés par l'absence de moyens sérieux pour passer dans la clandestinité. Cette erreur est liée à la ligne du Parti, qui se veut alors neutre par rapport à l'Allemagne. Ces responsables sont incarcérés à Paris, puis à Clairvaux ou Fontevrault et sont transférés au camp de Choisel en mai 1941. Il y a aussi des militants arrêtés par la police française sur dénonciation (Guy Môquet) ou pour collage de papillons ou à la suite de la manifestation du 13 août 1941. Tous ces otages vont former la troisième partie du camp (à côté des Romanichels et des droits communs).
Voir la liste des fusillés.

#### Les otages fusillés à Nantes
Ils appartiennent à différents groupes de résistants :
Le groupe des anciens combattants
Il comprend Paul Birien, Joseph Blot, Auguste Blouin, Alexandre Fourny, Léon Jost. Marin Poirier, exécuté le 30 août, et Fernand Ridel (retiré de la liste in extremis) appartenaient à ce groupe.
Il s'agit de membres d'associations d'anciens combattants (donc des gens relativement âgés). Au départ, ces associations se sont chargées durant l'été 1940 d'assister les 50 000 prisonniers de guerre détenus en Loire-Inférieure (colis, etc.). Mais plusieurs de leurs membres ont organisé un réseau d’évasion de prisonniers, qui une fois hors des camps sont acheminés soit vers l’Angleterre via la Bretagne, soit vers la zone libre. Le réseau opère à partir des bureaux de l’Association des mutilés et réformés, situés rue Saint-Léonard et dont le responsable est Auguste Bouvron ; une des activités est l'établissement de faux papiers nécessaires par la secrétaire, Mlle Litoux. De juillet à décembre 1940, le réseau réussit à faire évader 2 248 personnes.
Le réseau tombe en janvier 1941. Auguste Bouvron a réussi à passer en zone libre. La culpabilité des autres n’est pas claire et leur statut d'anciens combattants (parfois mutilés, comme Léon Jost) leur est favorable : le procès est plusieurs fois reporté. Il a finalement lieu le 16 juillet devant le tribunal militaire allemand (Feldgericht), situé rue Sully et présidé par un SS, Dormagen. Les accusés chargent Auguste Bouvron (avec son accord). Ils sont condamnés à des peines de forteresse : six mois (Mlle Litoux), quatre ans et demi (Marin Poirier), trois ans pour les autres. Deux d'entre eux vont faire appel ; l'appel est jugé le 27 août : Marin Poirier est condamné à mort et exécuté le 31 août ; Mlle Litoux voit sa peine portée de six mois à trois ans.
Les jeunes résistants
Michel Dabat, Frédéric Creusé, Jean-Pierre Glou, Jean Grolleau sont des jeunes gens qui ont participé à différents réseaux de résistance : le réseau « Vandernotte » pour les trois premiers, « Max Veper » pour le quatrième.
Ils sont jugés le 8 août 1941, ainsi que Christian de Mondragon, 17 ans, et des gens plus âgés : M. Glou père, Mme Dupuy de Guigueron, Mlles Le Lostec et Fonteneau. Faute de preuves catégoriques, seulement trois peines sont prononcées, inférieures à la durée de détention provisoire. Les prévenus devraient donc être relâchés, mais sont maintenus en détention, sur décision de la Gestapo, semble-t-il, alors qu'à l'époque Karl Hotz aurait voulu l'application de la décision du tribunal. Seul Christian de Mondragon sera libéré quelques semaines plus tard (probablement en raison de son jeune âge).
Jean Platiau.
Les communistes
René Carrel, Joseph Gil, Robert Grassineau, Léon Ignasiak.
Cas particuliers
Maurice Allano et André Le Moal sont inclus dans la liste pour s’être battus avec des soldats allemands.
Le 22 octobre, les otages de Nantes sont répartis dans deux prisons : 13 à la prison centrale (Lafayette), dans la section sous contrôle allemand (dirigée par le comte (Graf) von Zeppelin), 3 à la prison militaire des Rochettes (entièrement sous contrôle allemand).
Voir la liste des fusillés.

#### Les otages fusillés à Paris
Marcel Hévin est le responsable du réseau « Patt », dont fait partie Hubert Caldecott. Marcel Hévin est arrêté le 25 janvier et transféré à Paris le 1er octobre, comme Hubert Caldecott.
Philippe Labrousse a tenté d'aider Max Veper après l'arrestation de celui-ci. Il est arrêté le 12 avril et transféré à Paris le 1er octobre.
André Ribourdouille, Victor Saunier.
À Paris, ils sont tous détenus au fort de Romainville.
Voir la liste des fusillés.

## Les exécutions (22 octobre 1941)
À Châteaubriant et Nantes, dans chacun des trois lieux de détention, les otages sont regroupés au début de l’après-midi (sans connaître formellement le motif de ce regroupement). Ce ne sont pas les autorités qui les informent de leur sort, mais les prêtres catholiques français chargés de les assister moralement. D’après les récits laissés par ces prêtres, leur entrée dans la salle est suffisante pour que les otages comprennent ce qui va se passer. Les prêtres recueillent les lettres (qui seront relues par la censure) et les objets personnels à transmettre aux familles. Ils ne sont pas autorisés à accompagner les condamnés aux trois lieux d’exécution, où se trouvent cependant des aumôniers militaires allemands.
Les corps sont inhumés dans différents cimetières, dans des tombes anonymes. En dispersant les corps, les Allemands veulent éviter la formation d'un lieu de pèlerinage où pourraient s'exprimer des sentiments d'hostilité à leur encontre. Mais la dispersion n'a pas empêché que les tombes des otages soient fleuries dès les premiers jours et pendant toute la durée de la guerre.
À Paris, le déroulement des exécutions est plus expéditif.
Les familles des fusillés sont informées, non pas par les autorités, mais par la publication de la liste des 48 dans la presse, le matin du 23 octobre.

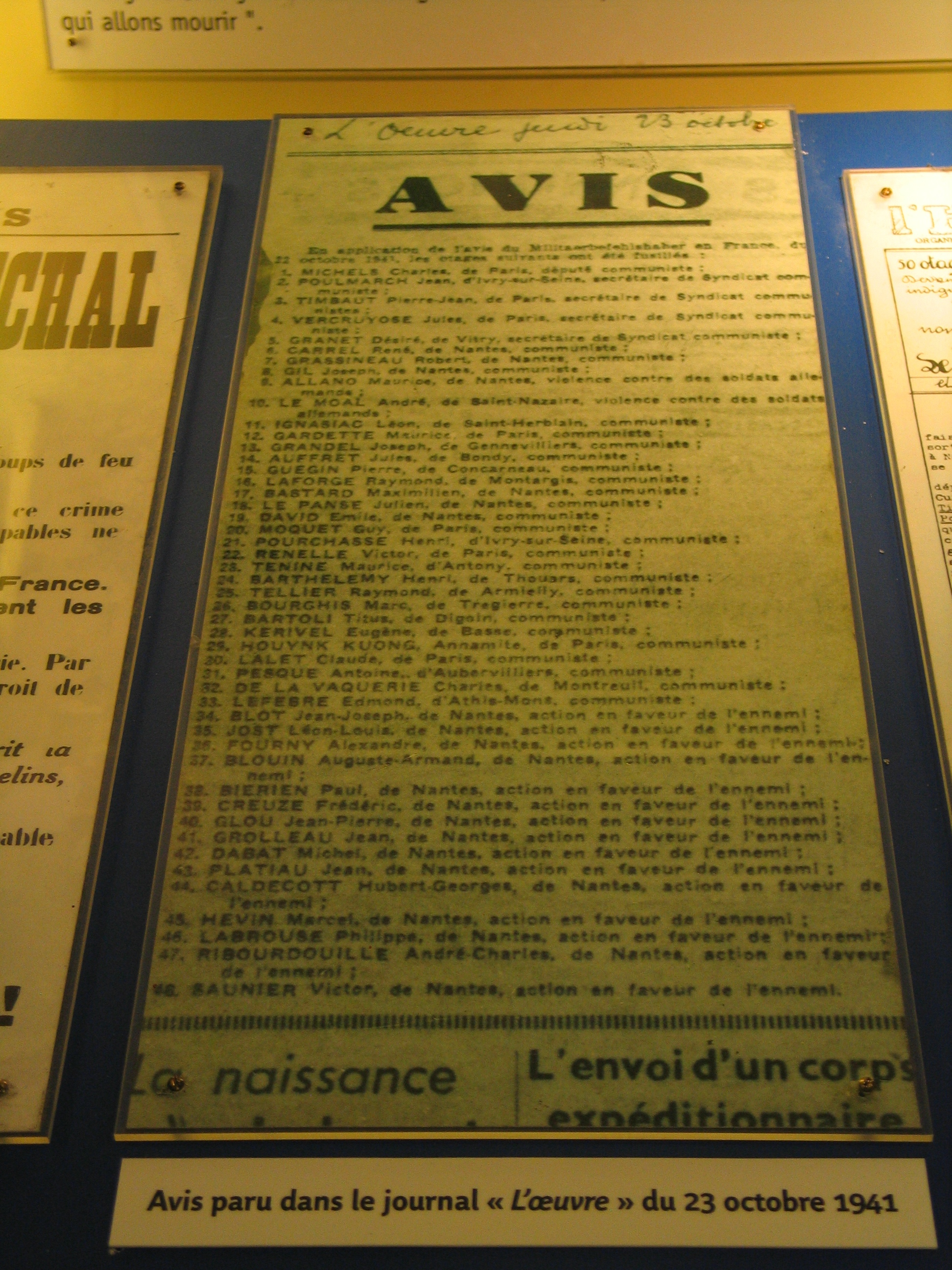
Avis paru dans L'Œuvre du 23 octobre 1941 : liste des 48 fusillés du 22 octobre 1941.

### Arrivée dans le camp de Choisel
„Monsieur le Sous-Préfet se trouvait au milieu des condamnés. Il venait leur faire savoir l'horrible sort qui leur était réservé, les engageant sans plus tarder a écrire les lettres d'adieu aux familles. C'est dans ces circonstances que Monsieur le Curé se présenta à l´entrée du baraquement. Devant le baraquement se tenait une Ligne de soldats allemands l'arme aux pieds. Autour du baraquement il y avait un cordon de gendarmes Français éloignés les uns des autres de six mètres environ. Les condamnés étaient tous occupés à écrire leur lettre, les uns écrivant sur les quelques bancs placés dans la salle, les autres écrivant le long des cloisons du baraquement.“

### Départ pour l'exécution
Tout a coup un bruit de voitures automobiles se fit entendre. La porte que j'avais fait fermer des le début pour être plus nous-mêmes s'ouvrit brusquement. Des gendarmes Français se présentaient porteurs de menottes. Un Officier allemand survint. C' était en réalité un aumonier militaire. Il me dit ((Monsieur le Curé, votre mission est terminée, il faut vous retirer tout de suites. Alors me retournant vers les condamnés, je leur dis ((Mes amis, je suis le représentant de toutes vos familles, permettez-moi de vous dire adieu en leur nom. Si vous le voulez bien, je vais vous serrer la main A tous. Alors tous vinrent A moi. Une cordiale poignée de mains fut échangée de part et d'autre, pendant que je sentais dans mon coeur une profonde pitié et un grand amour fraternel. Dans cette ultime circonstance, j'ai vraiment aimé ces hommes pour ceux qui devaient les aimer sur cette terre. Je n'assistai pas à la pose des menottes. Je me rendis près du Chef de camp Français. Tous les hommes du camp étaient renfermés dans les baraquements. Une vibrante Marseillaise s'entonnait de toutes parts. Les condamnés en quelques minutes furent placés dans les voitures. Ils chantaient eux aussi la Marseillaise. Ils ajoutèrent le Chant du Départ et l'Internationale. Quand le convoi se mit en mouvement, je pris la tète des voitures, voulant autant que possible continuer mon assistance aux chers condamnés, mais bientôt les voitures me dépassèrent pendant que les chants continuaient.
La carrière où eut lieu l'exécution fut absolument interdite à tous les Français. Je sais seulement que les condamnés furent exécutés en trois groupes de 9 hommes, que tous les fusillés refusèrent d'avoir les yeux bandés, que le jeune Mocquet tomba privé de ses sens, et que le dernier cri jailli des lèvres de ces héros fut un ardent (( Vive la France)). ... .

### Châteaubriant, carrière de la Sablière
Au camp de Choisel, les otages, regroupés dans la baraque 6, sont assistés par l'abbé Moyon, curé de Béré (un quartier populaire de Châteaubriant, le curé de Châteaubriant ayant refusé d'assister des communistes). À 14 h, trois camions allemands viennent les chercher. Ils sont emmenés à la carrière de la Sablière, située à la sortie de Châteaubriant. Ils sont fusillés en trois groupes de 9 à 15 h 50, 16 h et 16 h 10.
Parmi eux figure Guy Môquet. Il s'agit du plus jeune des fusillés (17 ans). Il refuse que ses camarades intercèdent en sa faveur. « Je suis communiste autant que toi » déclare-t-il au docteur Ténine. Tous refusent d'avoir les yeux bandés et les mains liées. Ils meurent en chantant la Marseillaise.
Parmi les autres fusillés de Châteaubriant, on peut citer Charles Michels, député communiste du 15e arrondissement de Paris et Jean-Pierre Timbaud, secrétaire de la fédération des métaux CGT de la région parisienne. Il y avait également deux trotskistes : Marc Bourhis et un communiste qui avait rompu avec le PCF à la suite du Pacte germano-soviétique, le maire de Concarneau Pierre Guéguin.
Le soir du 22, les corps sont amenés au château de la ville, où se trouve la sous-préfecture et placés en désordre dans une salle. Le soir du 23, ils sont placés dans des cercueils puis emmenés par groupe de trois dans les cimetières de neuf communes proches de Châteaubriant, notamment : Moisdon-la-Rivière (Raymond Laforge), Saint-Aubin-des-Châteaux, où René Guy Cadou est présent lors du passage du camion (Jean-Pierre Timbaud), Petit-Auverné (Guy Môquet), Villepot.

### Nantes, champ de tir du Bêle
À la prison Lafayette, les otages sont dispersés dans des cellules et n'ont pas été mis au courant des événements ; lorsqu'ils sont appelés, ils ignorent pour quelle raison. Ils reçoivent l'assistance de l'abbé Fontaine, aumônier de la prison. Ils sont emmenés au champ de tir du Bêle et fusillés en 4 groupes de 3 ou 4 ; le délai de la première à la dernière fusillade est de 40 minutes.
À la prison des Rochettes, les otages sont assistés par l'abbé Théon, professeur au collège Saint-Stanislas. Ils sont amenés en dernier lieu au terrain du Bêle.
Les corps sont inhumés dans les cimetières de trois communes au Sud-Est de Nantes : Basse-Goulaine, Haute-Goulaine et Saint-Julien-de-Concelles.

### Paris, fort du Mont-Valérien
Ici les choses se passent dans la précipitation : appelés vers 14 h 30, les otages sont directement emmenés au fort du Mont-Valérien où ils sont assistés par l'abbé Stock, mais ils ont juste le temps d'écrire une lettre et sont fusillés ensemble vers 15 h 30.

## Liste des fusillés du 22 octobre
La liste des fusillés est publiée dans la presse le 23 octobre 1941 sous le titre « AVIS » ; elle indique simplement le nom, le prénom, la localité d'origine et le motif de l’arrestation ou de la condamnation de l’otage. Les otages sont numérotés de 1 à 48 ; l'ordre est établi en fonction des motifs de condamnation, quoique de façon pas totalement cohérente.
Cinq motifs sont retenus :
- député communiste (1 cas) ;
- secrétaire de « Syndicat communiste » (4 cas) ;
- communiste (26 cas) ;
- violences contre des soldats allemands (2 cas) ;
- action en faveur de l'ennemi (15 cas).

Les listes ci-dessous sont présentées dans l’ordre alphabétique, ensuite sont données quelques indications biographiques (âge, profession, fonctions, activités politiques, date d’arrestation ou de jugement).

## Réactions

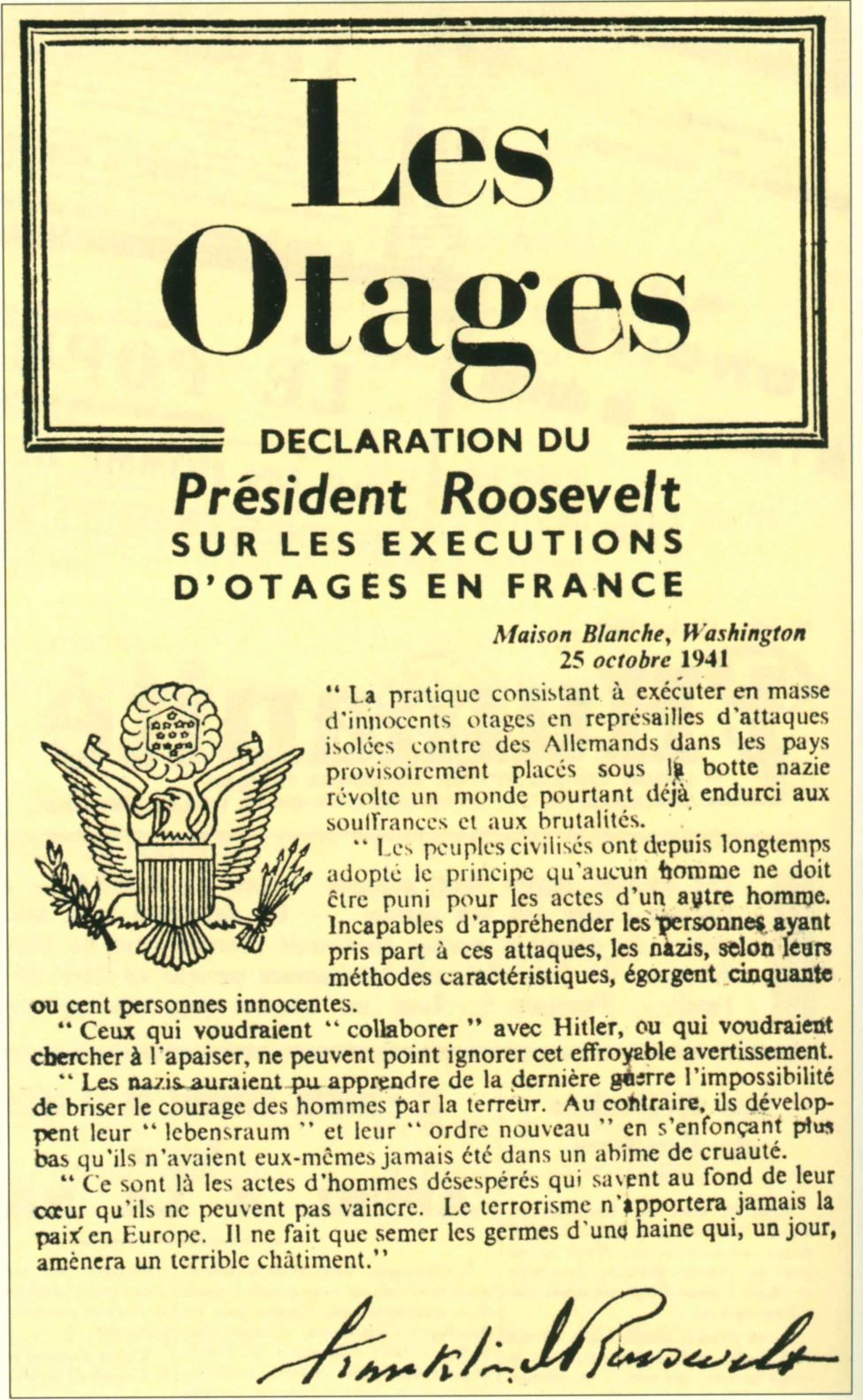

L'exécution de 48 otages le 22 octobre, suivie le 24 de celle de 50 otages à Martignas-sur-Jalle (Bordeaux), suscite une énorme émotion en France et dans le monde,.
Bouleversé par ce massacre, le maréchal Pétain songe alors à quitter Vichy pour se livrer lui-même comme otage aux Allemands. Ses ministres l'en dissuadent.
Le 25 octobre le général de Gaulle déclare à la radio de Londres : « En fusillant nos martyrs, l'ennemi a cru qu'il allait faire peur à la France. La France va lui montrer qu'elle n'a pas peur de lui [...] J'invite tous les Français et toutes les Françaises à cesser toute activité et à demeurer immobiles, chacun où il se trouvera, le vendredi 31 octobre, de 4 heures à 4 heures 5 [...] ». Une grève symbolique de cinq minutes est organisée à travers toute la France. Le 11 novembre, de Gaulle décerne à la ville de Nantes le titre de Compagnon de la Libération.
Un tract daté du 25 octobre est largué entre le 30 octobre et le 4 novembre 1941 sur toute la France. Il comporte d'un côté la déclaration de Winston Churchill au sujet des otages, et de l'autre côté celle de Franklin Roosevelt, ce qui est d'autant plus important que les États-Unis ne sont pas encore entrés en guerre. À propos de l'exécution d'otages non combattants, Roosevelt déclare que « Les peuples civilisés ont depuis longtemps adopté le principe qu'aucun homme ne doit être puni pour les actes d'un autre homme. » Il déclare également qu'il pense lui-même que ces actions ne peuvent que renforcer l'opposition à l'Occupation : « Les nazis auraient pu apprendre de la dernière guerre l'impossibilité de briser le courage des hommes par la terreur. »

## À la Libération
Après la Libération, les otages auront des obsèques nationales et leurs familles pourront les inhumer où elles le souhaitent ; certaines n'ont pas procédé au transfert, c'est par exemple le cas de Jean-Pierre Timbaud à Saint-Aubin-des-Châteaux. Dès 1945, le nouveau boulevard créé sur les comblements de l'ancien lit de l'Erdre prendra le nom de Cours des 50-Otages et un monument aux Cinquante Otages sera inauguré en 1952 à l'extrémité du cours.

## La mémoire des exécutions

### Évocations littéraires
Un poème de René Guy Cadou, intitulé Les fusillés de Châteaubriant, évoque les derniers moments des exécutés :
Ils sont appuyés contre le ciel
Ils sont une trentaine appuyés contre le ciel
Avec toute la vie derrière eux
Ils sont pleins d'étonnement pour leur épaule
Qui est un monument d'amour
Ils n'ont pas de recommandations à se faire
Parce qu'ils ne se quitteront jamais plus
[...]
Ils sont exacts au rendez-vous
Ils sont même en avance sur les autres
Pourtant ils disent qu'ils ne sont pas des apôtres
Et que tout est simple
Et que la mort surtout est une chose simple
Puisque toute liberté se survit.

Il est plus difficile, sans la dédicace, de saisir que le poème La Rose et le Réséda de Louis Aragon parle aussi de ces fusillés. Mais ce poème dit bien que leur sacrifice sera utile.
à Gabriel Péri et d’Estienne d’Orves
comme à Guy Môquet et Gilbert Dru
Celui qui croyait au ciel
Celui qui n'y croyait pas
Tous deux adoraient la belle
Prisonnière des soldats
[...]
Répétant le nom de celle
Qu’aucun des deux ne trompa
Et leur sang rouge ruisselle
Même couleur même éclat
[...]
Dites flûte ou violoncelle
Le double amour qui brûla
L'alouette et l'hirondelle
La rose et le réséda
Le poème souligne par de nombreuses répétitions des deux premiers vers que dans la Résistance, l'union sacrée transcendait les clivages religieux.

### Mémoire historique
La reconnaissance tardive de la présence de militants trotskistes parmi les fusillés
Pendant longtemps, l'appartenance au courant trotskiste de Marc Bourhis fut occultée. En 1980, une polémique oppose un militant communiste, ancien interné de Châteaubriant, qui nie que Marc Bourhis soit trotskiste, à Alain Krivine, dirigeant de la Ligue communiste révolutionnaire. Pourtant, le dictionnaire biographique du mouvement ouvrier français de Maitron et Pennetier établit clairement cette appartenance. Leurs auteurs démentirent publiquement l'ancien interné de Châteaubriant.
La polémique porte aussi sur Pierre Guéguin, présenté comme « communiste » par le PCF, mais qui avait rompu avec ce parti lors du Pacte germano-soviétique de 1939 et était devenu sympathisant trotskiste. Ce n'est qu'en 2003 que L'Humanité reconnaît les sympathies trotskistes de l'ancien maire de Concarneau.
En Allemagne, une connaissance fragmentaire
L'historien allemand Eberhard Jäckel, fait mention de ces évènements dans son livre Frankreich in Hitlers Europa – Die deutsche Frankreichpolitik im Zweiten Weltkrieg, paru en 1966 (traduction française : La France dans l'Europe de Hitler, 1968).
Le livre de Louis Oury donne l’impression que les historiens allemands qui discutaient avec lui ne connaissaient pas le sujet, qu’ils le découvraient. Il est donc à l’honneur de la ville de Sarrebruck d’avoir essayé de combler cette lacune en publiant un livre sur un sujet difficile.
Le téléfilm La Mer à l'aube de Volker Schlöndorff est diffusé sur Arte en mars 2012.

### Filmographie
- Obsèques du lieutenant colonel Hotz, Les Actualités mondiales, 30 octobre 1941.
- 22 octobre 1941, mort à Chateaubriant, documentaire de 12 minutes, ORTF, 29 octobre 1971.